# HMS Sparrowhawk (1912)
HMS Sparrowhawk var en brittisk jagare av Acasta-klass som sjösattes år 1912. Hon var det femte fartyget som bar detta namn. Hon tjänstgjorde i det första världskriget och sänktes vid slaget vid Jylland den 1 juni 1916 efter att hon kolliderat med HMS Broke (1914).